# Sławomir Czajkowski

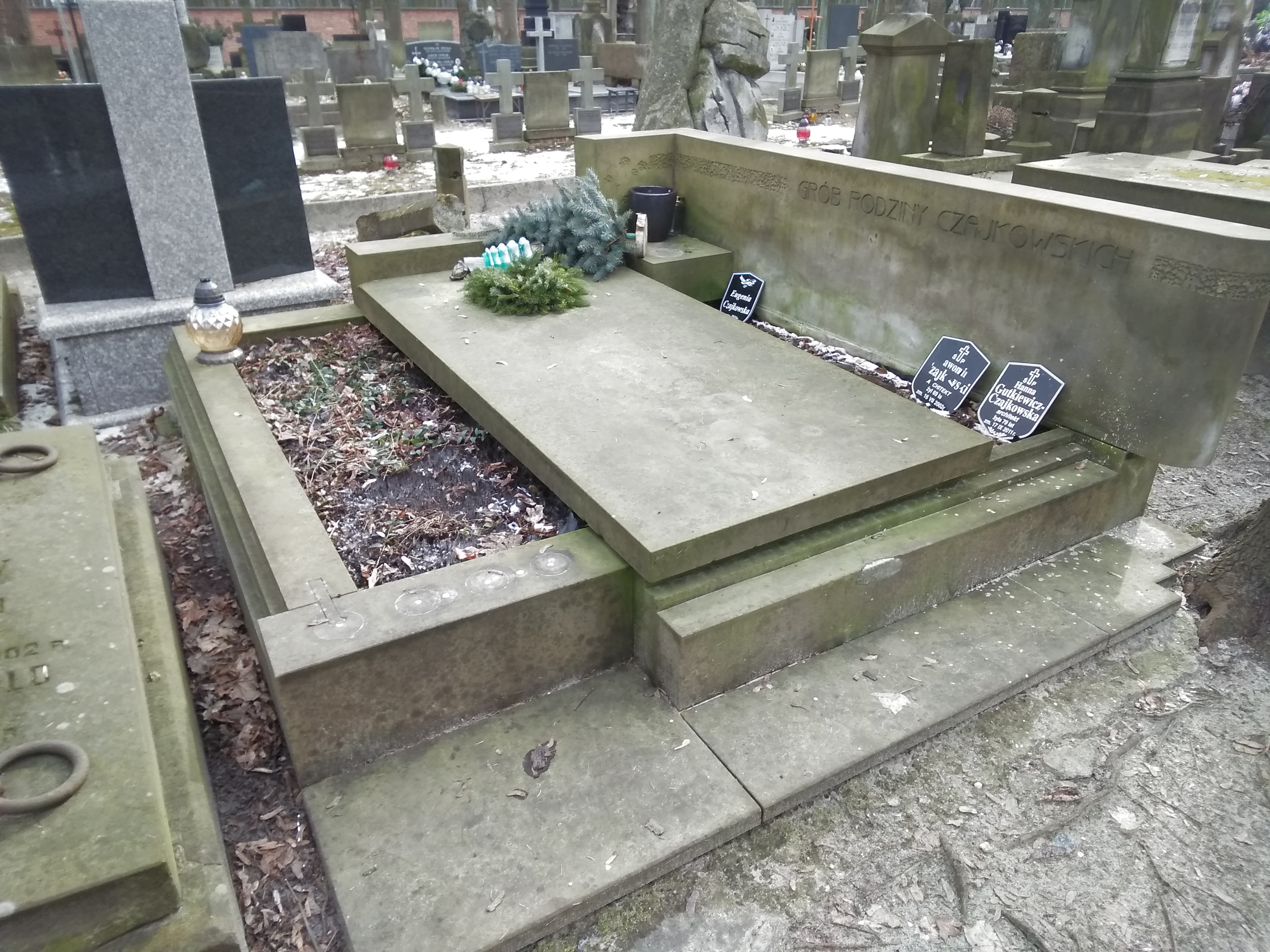
Grób Sławomira Czajkowskiego na cmentarzu Powązkowskim

Sławomir Czajkowski (ur. 10 października 1932 w Warszawie, zm. 16 lipca 2002 tamże) – polski architekt, profesor nadzwyczajny na Wydziale Architektury Politechniki Warszawskiej.

## Życiorys
W 1959 r. ukończył studia na Wydziale Architektury Politechniki Warszawskiej, rok później został członkiem warszawskiego oddziału Stowarzyszenia Architektów Polskich. W 1981 r. uzyskał stopień doktora nauk technicznych, a następnie profesora nadzwyczajnego.
Został pochowany na cmentarzu Powązkowskim w Warszawie (kw. 244-VI-22/23).

## Działalność architektoniczna
- Adaptacja oraz rozbudowa Biblioteki Głównej Politechniki Warszawskiej, współautorzy: Hanna Gutkiewicz-Czajkowska, Jacek Czajkowski /1998/;

## Udział w konkursach
- Projekt typowych kin miejskich wolnostojących, etap: kina duże - III nagroda równorzędna /1957/;
- Projekt zabudowy terenu na wschodniej stronie ul. Marszałkowskiej na odc. Pl. Centralnego "Ściana Wschodnia" w Warszawie - II nagroda równorzędna /1958/;
- Projekt koncepcji Biblioteki Narodowej w Warszawie - III nagroda /1962/;
- Założenia projektowe i szkic koncepcyjny zagospodarowania przestrzennego Centralnego Ogrodu Botanicznego i Ośrodka Wczasów Świątecznych i Skansenu w Powsinie - wyróżnienie /1963/;
- Projekt gmachu Centralnej Biblioteki Uniwersytetu Warszawskiego w Warszawie, współautorzy: Hanna Gutkiewicz-Czajkowska, Wojciech Pęski, Andrzej Ustjan, Stefan Westrych - II nagroda /1969/.